# Vòng loại Giải bóng đá Vô địch U-17 Quốc gia 2024
Vòng loại Giải bóng đá Vô địch U-17 Quốc gia 2024 là giải đấu vòng loại cho Giải bóng đá Vô địch U-17 Quốc gia 2024 do Liên đoàn bóng đá Việt Nam (VFF) tổ chức.
Vòng loại diễn ra từ ngày 15 tháng 3 đến ngày 07 tháng 4 năm 2024. Tổng cộng có 12 đội sẽ đủ điều kiện để tham dự vòng chung kết, bao gồm cả đội được đặc cách tham dự giải đấu với tư cách chủ nhà.

## Các đội bóng
Hai mươi hai đội bóng đã đăng ký tham dự vòng loại lần này. Các đội bóng được sắp xếp sẵn vào các bảng đấu dựa theo khu vực địa lý. Những đội bóng đóng vai trò là chủ nhà của bảng đấu vòng loại được ký hiệu bởi (H).
Lễ bốc thăm xếp lịch thi đấu vòng loại được tổ chức vào ngày 1 tháng 3 năm 2024 tại trụ sở VFF, Hà Nội.
| VT | Đội                 |
| -- | ------------------- |
| A1 | PVF (H)             |
| A2 | PVF–CAND            |
| A3 | Hà Nội              |
| A4 | Nam Định            |
| A5 | Trung tâm BĐ Đào Hà |
| A6 | Thể Công – Viettel  |

| VT | Đội                   |
| -- | --------------------- |
| B1 | Hoàng Anh Gia Lai (H) |
| B2 | Quảng Ninh            |
| B3 | Hồng Lĩnh Hà Tĩnh     |
| B4 | SHB Đà Nẵng           |
| B5 | Sông Lam Nghệ An      |

| VT | Đội                   |
| -- | --------------------- |
| C1 | Bà Rịa – Vũng Tàu (H) |
| C2 | Khánh Hòa             |
| C3 | Phú Yên               |
| C4 | Thành phố Hồ Chí Minh |
| C5 | Bình Phước            |
| C6 | Becamex Bình Dương    |

| VT | Đội                |
| -- | ------------------ |
| D1 | Tiền Giang (H)     |
| D2 | Phù Đổng Ninh Bình |
| D3 | Đồng Tháp          |
| D4 | Tây Ninh           |
| D4 | Long An            |

## Thể thức
Các đội thi đấu vòng tròn hai lượt tại một địa điểm tập trung. Bốn đội nhất bảng, bốn đội nhì bảng và ba đội xếp thứ ba có thành tích tốt nhất sẽ giành quyền vào vòng chung kết. Nếu đội chủ nhà vòng chung kết kết thúc vòng loại với vị trí trong nhóm 11 đội ở trên, đội xếp thứ ba ở bảng đấu còn lại cũng sẽ giành quyền tham dự vòng chung kết.

### Các tiêu chí
Các đội được xếp hạng theo điểm (3 điểm cho 1 trận thắng, 1 điểm cho 1 trận hòa, 0 điểm cho 1 trận thua), và nếu bằng điểm, các tiêu chí sau đây được áp dụng theo thứ tự, để xác định thứ hạng:
1. Điểm trong các trận đối đầu trực tiếp giữa các đội bằng điểm;
2. Hiệu số bàn thắng thua trong các trận đối đầu trực tiếp giữa các đội bằng điểm;
3. Số bàn thắng ghi được trong các trận đối đầu trực tiếp giữa các đội bằng điểm;
4. Nếu có nhiều hơn hai đội bằng điểm, và sau khi áp dụng tất cả các tiêu chí đối đầu ở trên, một nhóm nhỏ các đội vẫn còn bằng điểm nhau, tất cả các tiêu chí đối đầu ở trên được áp dụng lại cho riêng nhóm này;
5. Hiệu số bàn thắng thua trong tất cả các trận đấu bảng;
6. Số bàn thắng ghi được trong tất cả các trận đấu bảng;
7. Sút luân lưu nếu chỉ có hai đội bằng điểm và họ gặp nhau trong trận cuối cùng của bảng;
8. Điểm kỷ luật (thẻ vàng = –1 điểm, thẻ đỏ gián tiếp (2 thẻ vàng) = –3 điểm, thẻ đỏ trực tiếp = –3 điểm, thẻ vàng và thẻ đỏ trực tiếp = –4 điểm);
9. Bốc thăm.

## Lịch thi đấu
Lịch thi đấu của mỗi lượt đấu như sau.
| Lượt đấu    | Các ngày            | Các ngày            |
| Lượt đấu    | Bảng A, B, D        | Bảng C              |
| ----------- | ------------------- | ------------------- |
| Lượt đấu 1  | 15 tháng 3 năm 2024 | 16 tháng 3 năm 2024 |
| Lượt đấu 2  | 17 tháng 3 năm 2024 | 18 tháng 3 năm 2024 |
| Lượt đấu 3  | 20 tháng 3 năm 2024 | 21 tháng 3 năm 2024 |
| Lượt đấu 4  | 22 tháng 3 năm 2024 | 23 tháng 3 năm 2024 |
| Lượt đấu 5  | 25 tháng 3 năm 2024 | 25 tháng 3 năm 2024 |
| Lượt đấu 6  | 27 tháng 3 năm 2024 | 27 tháng 3 năm 2024 |
| Lượt đấu 7  | 29 tháng 3 năm 2024 | 29 tháng 3 năm 2024 |
| Lượt đấu 8  | 1 tháng 4 năm 2024  | 1 tháng 4 năm 2024  |
| Lượt đấu 9  | 4 tháng 4 năm 2024  | 4 tháng 4 năm 2024  |
| Lượt đấu 10 | 7 tháng 4 năm 2024  | 7 tháng 4 năm 2024  |

## Đội hình
Các cầu thủ sinh từ ngày 1 tháng 1 năm 2008 đến ngày 31 tháng 12 năm 2009 có đủ điều kiện để tham dự giải đấu. Mỗi đội bóng phải đăng ký một đội hình tối thiểu 18 cầu thủ và tối đa 30 cầu thủ. Trong đó, danh sách phải có tối thiểu 2 thủ môn và tối đa 1 cầu thủ nước ngoài gốc Việt Nam (Quy định mục 7.1).

## Các bảng

### Bảng A
Các trận đấu tại bảng A diễn ra tại Trung tâm đào tạo bóng đá trẻ PVF, Bộ Công an.
| VT | Đội                      | ST | T | H | B  | BT | BB | HS  | Đ  | Giành quyền tham dự    |     | HNFC | PVF | TCVT | NĐFC | PCA | TTĐH |
| -- | ------------------------ | -- | - | - | -- | -- | -- | --- | -- | ---------------------- | --- | ---- | --- | ---- | ---- | --- | ---- |
| 1  | Hà Nội                   | 10 | 8 | 1 | 1  | 41 | 5  | +36 | 25 | Lọt vào vòng chung kết |     | —    | 0–0 | 0–1  | 5–1  | 4–0 | 13–0 |
| 2  | PVF (H)                  | 10 | 7 | 2 | 1  | 42 | 15 | +27 | 23 | Lọt vào vòng chung kết |     | 1–3  | —   | 3–1  | 2–0  | 7–2 | 11–0 |
| 3  | Thể Công – Viettel       | 10 | 4 | 4 | 2  | 20 | 14 | +6  | 16 | Lọt vào vòng chung kết |     | 2–3  | 3–3 | —    | 1–0  | 2–2 | 4–0  |
| 4  | Nam Định                 | 10 | 4 | 1 | 5  | 16 | 23 | −7  | 13 |                        |     | 0–5  | 3–4 | 1–1  | —    | 2–1 | 3–1  |
| 5  | PVF–CAND                 | 10 | 2 | 2 | 6  | 17 | 23 | −6  | 8  |                        | 0–2 | 1–3  | 0–0 | 1–2  | —    | 7–1 |      |
| 6  | Trung tâm bóng đá Đào Hà | 10 | 0 | 0 | 10 | 8  | 64 | −56 | 0  |                        | 0–6 | 2–8  | 2–5 | 1–0  | 0–3  | —   |      |

| PVF | 7–2      | PVF–CAND                             |
| --- | -------- | ------------------------------------ |
| - Hoàng Trọng Duy Khang 31', 34' - Nguyễn Đức Nhật 40', 82' 90' - Trần Cao Cường 50' - Trần Hoàng Khanh 68' - Trương Hữu Gia Thuận 76' - Nguyễn Văn Dương 90+2' | Chi tiết | - Lê Tuấn Anh 3' - Đỗ Hoàng Long 85' |

| Nam Định                                                                                        | 3–1      | Trung tâm bóng đá Đào Hà                                               |
| ----------------------------------------------------------------------------------------------- | -------- | ---------------------------------------------------------------------- |
| - Nguyễn An Phát 5', 47' - Nguyễn Hiệp Đại Việt Nam 25' - Đinh Đức Quyết 60' - Bùi Hồng Anh 82' | Chi tiết | - Lê Hà Tự Nhiên 5' - Nguyễn Công Bảo 31' - Nguyễn Mạnh Hùng 44' 90+2' |

| Hà Nội                 | 0–1      | Thể Công – Viettel                                             |
| ---------------------- | -------- | -------------------------------------------------------------- |
| - Nguyễn Việt Long 33' | Chi tiết | - Trần Trí Dũng 80' - Nguyễn Hải Long 82' - Nguyễn Văn Đức 87' |

| PVF–CAND | 0–2      | Hà Nội                                                          |
| -------- | -------- | --------------------------------------------------------------- |
|          | Chi tiết | - Nguyễn Việt Long 40' - Nguyễn Thiên Phú 67' - Hồ Huy Phúc 81' |

| Trung tâm bóng đá Đào Hà                           | 2–8                                 | PVF |
| -------------------------------------------------- | ----------------------------------- | --- |
| - Giang Thành Long 28' - Trần Cao Cường 31' (l.n.) | Chi tiết YouTube PVFFootballAcademy | - Nguyễn Đức Nhật 15' - Trần Hoàng Khanh 18', 42', 63' - Nguyễn Văn Dương 24' - Bùi Duy Đăng 35', 71' - Khuất Đôn Tùng 65' - Trần Hữu Gia Thuận 90+1' |

| Thể Công – Viettel                                              | 1–0                                   | Nam Định                                              |
| --------------------------------------------------------------- | ------------------------------------- | ----------------------------------------------------- |
| - Trần Hồng Kiên 34' - Nguyễn Hải Long 56' - Nguyễn Văn Đức 73' | Chi tiết Facebook Thể Công–Viettel FC | - Nguyễn Hiệp Đại Việt Nam 13' - Đinh Đắc Quyết 90+3' |

| Nam Định                                            | 2–1      | PVF–CAND                |
| --------------------------------------------------- | -------- | ----------------------- |
| - Nguyễn Đại Hiệp Việt Nam 26' - Nguyễn An Phát 66' | Chi tiết | - Bùi Vương Gia Bảo 68' |

| Hà Nội                    | 0–0                          | PVF |
| ------------------------- | ---------------------------- | --- |
| - Chu Ngọc Nguyễn Lực 55' | Chi tiết Youtube VFF Channel |     |

| Trung tâm bóng đá Đào Hà                                      | 2–5                                   | Thể Công – Viettel                                                                                          |
| ------------------------------------------------------------- | ------------------------------------- | --- |
| - Bùi Hải Luân 39' - Lê Ngọc Duy 57' 82' - Trương Phú Lộc 63' | Chi tiết Facebook Thể Công–Viettel FC | - Nguyễn Gia Hưng 20' - Trần Hồng Kiên 55' - Lê Trọng Đại Nhân 70' - Hoàng Văn Thái 89' - Vũ Anh Quân 90+1' |

| PVF                                                                                               | 3–1                                 | Thể Công – Viettel |
| ------------------------------------------------------------------------------------------------- | ----------------------------------- | --- |
| - Trần Hoàng Khanh 4' (ph.đ.) - Nguyễn Văn Bách 24' 90+2' - Bùi Duy Đăng 90' - Khuất Đôn Tùng 64' | Chi tiết YouTube PVFFootballAcademy | - Trần Trí Dũng 45+1' - Nguyễn Văn Đức 45' 49' - Triệu Đình Vũ 66' - Dương Tiến Đạt 90+2' - Nguyễn Bá Hoàng Việt 90+2' |

| PVF–CAND | 7–1      | Trung tâm bóng đá Đào Hà                     |
| --- | -------- | -------------------------------------------- |
| - Vũ Thế Hiệp 1' - Bùi Vương Gia Bảo 9', 27' - Đoàn Thế Đức 21' - Bùi Anh Khoa 32' - Bùi Trung Hiếu 54' - Bùi Anh Khoa 32' - Tạ Hùng Minh 63' - Nguyễn Gia Huy 20' | Chi tiết | - Nguyễn Mạnh Hùng 36' - Đỗ Mạc Đăng Phú 62' |

| Hà Nội | 5–1      | Nam Định           |
| --- | -------- | ------------------ |
| - Nguyễn Đức Mạnh 6' - Đàm Tiến Cường 31' - Nguyễn Thiên Phúc 43' - Chu Ngọc Nguyễn Lực 44' - Nguyễn Văn Quân 76' | Chi tiết | - Bùi Hồng Anh 48' |

| Thể Công – Viettel                                                                      | 2–2      | PVF–CAND                              |
| --------------------------------------------------------------------------------------- | -------- | ------------------------------------- |
| - Trần Hồng Kiên 48' - Trần Trí Dũng 57' 42' - Phùng Quang Danh 32' - Triệu Đình Vỹ 86' | Chi tiết | - Bùi Anh Khoa 40' - Hoàng Anh Tú 40' |

| PVF                                                                     | 2–0                          | Nam Định |
| ----------------------------------------------------------------------- | ---------------------------- | -------- |
| - Nguyễn Anh Tuấn 44' - Hoàng Trọng Duy Khang 89' - Lê Huy Việt Anh 55' | Chi tiết Youtube VFF Channel |          |

| Trung tâm bóng đá Đào Hà | 0–6      | Hà Nội |
| ------------------------ | -------- | --- |
|                          | Chi tiết | - Nguyễn Thiên Phú 3' - Nguyễn Hữu Tuấn 19' - Đàm Tiến Cường 65' - Đậu Hồng Phong 85' - Đặng Công Anh Kiệt 90' - Hà Huy Phúc 90+1' |

| PVF–CAND                           | 1–3      | PVF                                                                            |
| ---------------------------------- | -------- | ------------------------------------------------------------------------------ |
| - Đỗ Hoàng Long 10' - Y Nguyên 54' | Chi tiết | - Nguyễn Văn Dương 33' - Hoàng Trọng Duy Khang 63', 74' - Trần Cao Cường 90+2' |

| Thể Công – Viettel | 2–3      | Hà Nội                                                                     |
| --- | -------- | -------------------------------------------------------------------------- |
| - Trần Hoàng Kiên 11' - Hoàng Văn Thái 54' - Nguyễn Hoàng Long 35' - Nguyễn Văn Đức 63' - Dương Tiến Đạt 79' - Nguyễn Thành An 89' | Chi tiết | - Nguyễn Thiên Phú 53', 70' - Nguyễn Việt Long 85' - Trần Hoàng Việt 90+4' |

| Trung tâm bóng đá Đào Hà                                                             | 2–4      | Nam Định                                                                            |
| ------------------------------------------------------------------------------------ | -------- | ----------------------------------------------------------------------------------- |
| - Giang Thành Long 19' - Sa Nhật Bách 52' - Nguyễn Mạnh Hùng 32' - Hoàng Văn Sơn 79' | Chi tiết | - Nguyễn Đại Hiệp Việt Nam 33', 49', 63' - Đàm Đức Anh 48' 37' - Đinh Đức Quyết 83' |

| Thể Công – Viettel | 1–1      | Nam Định                       |
| --- | -------- | ------------------------------ |
| - Nguyễn Hải Long 45+1' - Nguyễn Mạnh Cường 20' - Triệu Đình Vỹ 56' - Nguyễn Bá Hoàng Việt 76' - Đặng Tuấn Anh (trợ lý HLV) 85' | Chi tiết | - Nguyễn Hiệp Đại Việt Nam 52' |

| PVF | 11–0     | Trung tâm bóng đá Đào Hà |
| --- | -------- | ------------------------ |
| - Nguyễn Văn Dương 10', 59' - Nguyễn Anh Tuấn 32' - Trần Hoàng Khanh 43', 45+1' - Đỗ Nam Hiếu 45+3' - Trương Hữu Gia Thuận 47' - Khuất Đôn Tùng 52', 61' - Bùi Duy Đăng 65' - Nguyễn Trung Anh Việt 89' | Chi tiết |                          |

| Hà Nội                                                                                   | 4–0      | PVF–CAND |
| ---------------------------------------------------------------------------------------- | -------- | -------- |
| - Đậu Hồng Phong 21' - Đặng Công Anh Kiệt 29' - Nguyễn Thiên Phú 35' - Phạm Đắc Khôi 82' | Chi tiết |          |

| Thể Công – Viettel                                                                    | 4–0      | Trung tâm bóng đá Đào Hà |
| ------------------------------------------------------------------------------------- | -------- | ------------------------ |
| - Nguyễn Thanh Hải 32' - Trần Trí Dũng 41' - Nguyễn Thành An 44' - Dương Tiến Đạt 78' | Chi tiết |                          |

| PVF | 1–3                                 | Hà Nội |
| --- | ----------------------------------- | --- |
| - Hoàng Trọng Duy Khang 25' - Trần Cao Cường 48' - Khuất Đôn Tùng 58' 81' - Nguyễn Huỳnh Đăng Khoa 65' | Chi tiết YouTube PVFFootballAcademy | - Đậu Hồng Phong 8' - Nguyễn Đại Đồng (TL HLV) 23' - Nguyễn Việt Long 35' - Trần Hoàng Việt 56' - Cristiano Roland (HLV) 65' - Bùi Tuấn Anh 76' 84' |

| PVF–CAND                                     | 1–2      | Nam Định                                |
| -------------------------------------------- | -------- | --------------------------------------- |
| - Doãn Trần Ngọc Linh 80' - Hoàng Anh Tú 76' | Chi tiết | - Đinh Đức Quyến 42' - Bùi Hồng Anh 50' |

| Thể Công – Viettel                                                             | 3-3      | PVF                                                   |
| ------------------------------------------------------------------------------ | -------- | ----------------------------------------------------- |
| - Bùi Ngọc Tài 25' - Nguyễn Hải Long 40' - Vũ Anh Quân 70' - Triệu Đình Vỹ 19' | Chi tiết | - Nguyễn Văn Bách 46' 47' - Trần Hoàng Khanh 51', 53' |

| Nam Định                                          | 0–5      | Hà Nội |
| ------------------------------------------------- | -------- | --- |
| - Nguyễn Hiệp Đại Việt Nam 44' - Trần Việt An 80' | Chi tiết | - Đàm Tiến Cường 36' - Nguyễn Đức Mạnh 57' - Phạm Đắc Khôi 61' - Nguyễn Việt Long 66', 83' - Hà Huy Phúc 11' - Nguyễn Thiên Phú 30' |

| Trung tâm bóng đá Đào Hà | 0–3      | PVF–CAND                                                                                     |
| ------------------------ | -------- | -------------------------------------------------------------------------------------------- |
|                          | Chi tiết | - Đoàn Thế Đức 53' - Đỗ Hoàng Long 71' 84' - Nguyễn Xuân Đạt 78' - Phạm Xuân Hoàng Giang 46' |

| PVF–CAND                                                                    | 0–0      | Thể Công – Viettel                                                  |
| --------------------------------------------------------------------------- | -------- | ------------------------------------------------------------------- |
| - Doãn Trần Ngọc Linh 64' - Trương Nguyễn Duy Khang 74' - Lê Trung Kiên 82' | Chi tiết | - Nguyễn Bá Hoàng Việt 55' - Trần Hồng Kiên 76' - Trần Trí Dũng 90' |

| Nam Định                                     | 3–4      | PVF                                                                      |
| -------------------------------------------- | -------- | ------------------------------------------------------------------------ |
| - Trần Gia Bảo 45+1' - Bùi Hồng Anh 58', 86' | Chi tiết | - Nguyễn Văn Dương 19' - Trương Hữu Gia Thuận 27' - Đỗ Nam Hiếu 34', 70' |

| Hà Nội | 13–0     | Trung tâm bóng đá Đào Hà                  |
| --- | -------- | ----------------------------------------- |
| - Chu Ngọc Nguyễn Lực 13', 24', 39' 44' - Đậu Hồng Phong 15' - Nguyễn Việt Long 32' - Đàm Tiến Cường 38', 48' - Lê Ngọc Duy 62' (l.n.) - Phạm Đắc Khôi 64' - Hồ Sỹ Nguyên 72' - Uông Thanh An 83' - Nguyễn Long Nhật 86' - Bùi Tuấn Anh 80' | Chi tiết | - Lê Đức Thượng 41' - Đỗ Mạc Đăng Phú 57' |

### Bảng B
Các trận đấu tại bảng B diễn ra tại Trung tâm huấn luyện thể thao Hàm Rồng, do Công ty cổ phần thể thao LPBank Hoàng Anh Gia Lai đăng cai.
| VT | Đội                          | ST | T | H | B | BT | BB | HS  | Đ  | Giành quyền tham dự    |     | HLHT | SLNA | LPHA | SĐN | QNI |
| -- | ---------------------------- | -- | - | - | - | -- | -- | --- | -- | ---------------------- | --- | ---- | ---- | ---- | --- | --- |
| 1  | Hồng Lĩnh Hà Tĩnh            | 8  | 7 | 1 | 0 | 22 | 6  | +16 | 22 | Lọt vào vòng chung kết |     | —    | 3–1  | 2–1  | 2–0 | 4–0 |
| 2  | Sông Lam Nghệ An             | 8  | 4 | 1 | 3 | 14 | 7  | +7  | 13 | Lọt vào vòng chung kết |     | 1–2  | —    | 0–1  | 1–0 | 4–0 |
| 3  | LPBank Hoàng Anh Gia Lai (H) | 8  | 3 | 3 | 2 | 10 | 8  | +2  | 12 | Lọt vào vòng chung kết |     | 1–1  | 1–4  | —    | 2–0 | 3–0 |
| 4  | SHB Đà Nẵng                  | 8  | 2 | 2 | 4 | 7  | 8  | −1  | 8  |                        |     | 1–2  | 0–0  | 0–0  | —   | 3–1 |
| 5  | Quảng Ninh                   | 8  | 0 | 1 | 7 | 3  | 27 | −24 | 1  |                        | 1–6 | 0–3  | 1–1  | 0–3  | —   |     |

| Quảng Ninh | 0–3      | Sông Lam Nghệ An                                                  |
| ---------- | -------- | ----------------------------------------------------------------- |
|            | Chi tiết | - Hồ Hữu Nhật Sang 19' - Lê Tấn Dũng 28' 71' - Trần Đông Thức 38' |

| LPBank Hoàng Anh Gia Lai                                                                       | 1–1      | Hồng Lĩnh Hà Tĩnh |
| ---------------------------------------------------------------------------------------------- | -------- | --- |
| - Nguyễn Chí Hướng 5' - Trần Hoàng Sang 28' 76' - Lê Ngọc Huy 42' - Nguyễn Văn Phúc 67' (l.n.) | Chi tiết | - Nguyễn Quang Lê 11' - Nguyễn Văn Phúc 42' - Nguyễn Văn Khánh 45+2' (ph.đ.) - Nguyễn Đức Mạnh 58' - Mai Viết Dũng 66' |

| SHB Đà Nẵng | 3–1      | Quảng Ninh                                                        |
| --- | -------- | ----------------------------------------------------------------- |
| - Lê Trần Quốc Huy 33' - Đậu Quang Tùng 45' - Ngô Duy 56' - Nguyễn Thái Hiếu 71' - Trần Quốc Đại 73' - Phan Văn Sỹ 74' | Chi tiết | - Đào Nhật Huy 50' - Nguyễn Hữu Triết 88' - Nguyễn Văn Qúy Em 89' |

| Sông Lam Nghệ An       | 0–1      | LPBank Hoàng Anh Gia Lai                                                             |
| ---------------------- | -------- | ------------------------------------------------------------------------------------ |
| - Hồ Hữu Nhật Sang 30' | Chi tiết | - Tô Minh Lộc 52' - Võ Trần Minh Vũ 58' - Nguyễn Quốc Vương 79' - Dương Quốc Huy 88' |

| Sông Lam Nghệ An                                                             | 1–0      | SHB Đà Nẵng                                                            |
| ---------------------------------------------------------------------------- | -------- | ---------------------------------------------------------------------- |
| - Trần Phúc Tá 17' - Lê Tấn Dũng 82' - Ngô Anh Đức 83' - Hồ Đức Nguyên 90+2' | Chi tiết | - Nguyễn Hoàng Thịnh 21' - Trần Quốc Đại 63' - Nguyễn Hoàng Nhân 90+3' |

| Quảng Ninh                                      | 1–6      | Hồng Lĩnh Hà Tĩnh |
| ----------------------------------------------- | -------- | --- |
| - Nguyễn Hữu Triết 45+1' - Trần Minh Vỹ 23' 71' | Chi tiết | - Nguyễn Văn Khánh 29' 32' - Nguyễn Văn Phúc 32' - Trần Thanh Bình 56', 85' - Nguyễn Hữu Tâm 67' - Nguyễn Doãn Mạnh 67', 71' |

| Hồng Lĩnh Hà Tĩnh                                                            | 3–1      | Sông Lam Nghệ An                                            |
| ---------------------------------------------------------------------------- | -------- | ----------------------------------------------------------- |
| - Bùi Hải Sơn 53' 85' - Nguyễn Văn Khánh 83' (ph.đ.) - Trần Thanh Bình 90+6' | Chi tiết | - Đỗ Hữu Nhật Sang 11' - Ngô Anh Đức 17' - Lê Văn Vương 65' |

| SHB Đà Nẵng                                                            | 0–0      | LPBank Hoàng Anh Gia Lai |
| ---------------------------------------------------------------------- | -------- | --- |
| - Võ Nguyễn Đức Cường 20' - Trần Xuân Long 90+1' ST - Phan Đình Trí ST | Chi tiết | - Trần Nguyên Vỹ 15' - Nguyễn Chí Hướng 53' - Phan Trí Dũng 55' - Lê Thanh An (trợ lý HLV) 57' - Dương Bảo Quốc 86' ST - Bùi Xuân Hiếu (HLV) 90+3' |

| LPBank Hoàng Anh Gia Lai                                        | 3–0      | Quảng Ninh          |
| --------------------------------------------------------------- | -------- | ------------------- |
| - Hồ Sỹ Minh 37' - Trần Gia Bảo 71' (ph.đ.) - Trần Thanh Tú 84' | Chi tiết | - Ngô Quốc Nhật 40' |

| Hồng Lĩnh Hà Tĩnh                                                                   | 2–0      | SHB Đà Nẵng                                                         |
| ----------------------------------------------------------------------------------- | -------- | ------------------------------------------------------------------- |
| - Trần Thanh Bình 84' - Lê Anh Tuấn 90+7' 73' - Mai Viết Dũng 61' - Bùi Hải Sơn 78' | Chi tiết | - Ngô Hoàng Anh 4' 90+6' - Lê Trần Quốc Huy 40' - Trần Quốc Đại 71' |

| Sông Lam Nghệ An                                                    | 4–0      | Quảng Ninh |
| ------------------------------------------------------------------- | -------- | ---------- |
| - Hồ Hữu Nhật Sang 22', 59' - Hà Đức Nguyên 65' - Cao Hoàng Đạt 79' | Chi tiết |            |

| Hồng Lĩnh Hà Tĩnh                                                     | 2–1      | LPBank Hoàng Anh Gia Lai                    |
| --------------------------------------------------------------------- | -------- | ------------------------------------------- |
| - Nguyễn Văn Đức 49' - Trần Thanh Bình 74' - Nguyễn Trọng Gia Bảo 87' | Chi tiết | - Trần Gia Bảo 23' (ph.đ.) - Hồ Sỹ Minh 87' |

| LPBank Hoàng Anh Gia Lai                           | 1–4      | Sông Lam Nghệ An                                                                                              |
| -------------------------------------------------- | -------- | --- |
| - Trần Gia Bảo 41' (ph.đ.) 36' - Phan Trí Dũng 90' | Chi tiết | - Trần Đông Thức 17' 56' - Hà Đức Nguyên 26' - Hồ Hữu Nhật Sang 28' - Lê Tấn Dũng 90+1' - Quán Thành Công 50' |

| Quảng Ninh | 0–3      | SHB Đà Nẵng                                                                                |
| ---------- | -------- | ------------------------------------------------------------------------------------------ |
|            | Chi tiết | - Phan Văn Sỹ 73', 90+2' 90+2' - Trần Quốc Đại 90+5' - Lê Văn Hà 87' - Phan Đình Trí 90+1' |

| SHB Đà Nẵng | 0–0      | Sông Lam Nghệ An   |
| ----------- | -------- | ------------------ |
|             | Chi tiết | - Lê Văn Vượng 51' |

| Hồng Lĩnh Hà Tĩnh                                                      | 4–0      | Quảng Ninh |
| ---------------------------------------------------------------------- | -------- | ---------- |
| - Trần Ngọc Bảo Long 6', 68' - Mai Việt Dũng 22' - Trần Thanh Bình 70' | Chi tiết |            |

| LPBank Hoàng Anh Gia Lai                                                 | 2–0      | SHB Đà Nẵng                                                                              |
| ------------------------------------------------------------------------ | -------- | ---------------------------------------------------------------------------------------- |
| - Võ Trần Minh Vũ 26' 31' - Dương Bảo Quốc 61' - Hoàng Ngọc Tấn Hưng 75' | Chi tiết | - Lê Văn Hà (HLV) 55' - Nguyễn Hoàng Nhân 56' - Trần Quốc Đại 70' - Trần Xuân Long 90+4' |

| Sông Lam Nghệ An                                                | 1–2      | Hồng Lĩnh Hà Tĩnh                                                      |
| --------------------------------------------------------------- | -------- | ---------------------------------------------------------------------- |
| - Lê Tấn Dũng 87' 69' - Nguyễn Văn Duy 19' - Trần Đông Thức 36' | Chi tiết | - Nguyễn Doãn Mạnh 39', 67' - Lê Quang Trường 60' - Mai Quốc Phong 72' |

| SHB Đà Nẵng                   | 1–2      | Hồng Lĩnh Hà Tĩnh                         |
| ----------------------------- | -------- | ----------------------------------------- |
| - Nguyễn Trịnh Huy Nguyên 53' | Chi tiết | - Nguyễn Bảo Nam 4' - Lê Quang Trường 49' |

| Quảng Ninh                                | 1–1      | LPBank Hoàng Anh Gia Lai                                                                              |
| ----------------------------------------- | -------- | --- |
| - Huỳnh Ngọc Trung 70' - Trần Minh Vỹ 70' | Chi tiết | - Nguyễn Chí Hướng 58' - Dương Bảo Quốc 24' - Trần Hoàng Sang 52' - Trần Gia Bảo 61' - Lê Vũ Thái 81' |

### Bảng C
Các trận đấu của bảng C diễn ra tại sân vận động xã Tân Hưng và sân vận động phường Long Tâm, do Công ty Cổ phần Bóng đá Bà Rịa Vũng Tàu đăng cai.
| VT | Đội                   | ST | T | H | B | BT | BB | HS  | Đ  | Giành quyền tham dự    |     | BRVT | BFC | HCMC | PYF | KHF | BPF |
| -- | --------------------- | -- | - | - | - | -- | -- | --- | -- | ---------------------- | --- | ---- | --- | ---- | --- | --- | --- |
| 1  | Bà Rịa – Vũng Tàu (H) | 10 | 9 | 1 | 0 | 37 | 7  | +30 | 28 | Lọt vào vòng chung kết |     | —    | 2–1 | 0–0  | 3–0 | 6–2 | 6–1 |
| 2  | Becamex Bình Dương    | 10 | 6 | 1 | 3 | 21 | 11 | +10 | 19 | Lọt vào vòng chung kết |     | 0–3  | —   | 3–0  | 0–1 | 3–1 | 4–1 |
| 3  | Thành phố Hồ Chí Minh | 10 | 3 | 3 | 4 | 11 | 14 | −3  | 12 | Lọt vào vòng chung kết |     | 1–4  | 0–1 | —    | 2–0 | 2–1 | 1–1 |
| 4  | Phú Yên               | 10 | 2 | 3 | 5 | 10 | 18 | −8  | 9  |                        |     | 0–1  | 0–2 | 3–3  | —   | 2–0 | 3–3 |
| 5  | Khánh Hòa             | 10 | 2 | 2 | 6 | 11 | 25 | −14 | 8  |                        | 0–6 | 1–1  | 0–2 | 1–1  | —   | 3–1 |     |
| 6  | Bình Phước            | 10 | 2 | 2 | 6 | 16 | 31 | −15 | 8  |                        | 2–6 | 2–6  | 1–0 | 3–0  | 1–2 | —   |     |

| Thành phố Hồ Chí Minh                                                       | 1–1      | Bình Phước                                             |
| --------------------------------------------------------------------------- | -------- | ------------------------------------------------------ |
| - Lê Văn Anh Tài 9' - Phạm Vũ Duy Thông 54' 80' - Nguyễn Viết Minh Tiến 83' | Chi tiết | - Đỗ Tấn Hưng 17' - Dương Danh 60' - Bùi Thế Hoàng 82' |

| Bà Rịa – Vũng Tàu | 6–2      | Khánh Hòa                               |
| --- | -------- | --------------------------------------- |
| - Nguyễn Lê Quang Khôi 12', 18' - Nguyễn Khánh Nam 64' - Nguyễn Văn Hoàng 71' - Nguyễn Trần Minh Tài 80' - Ngô Hoàng Gia Huy 6' 85' - Đinh Hoàng Gia Hưng 86' | Chi tiết | - Trần Văn Thành 28' - Hồ Tuấn Minh 30' |

| Phú Yên | 0–2      | Becamex Bình Dương                                                 |
| ------- | -------- | ------------------------------------------------------------------ |
|         | Chi tiết | - Mai Đức Tiến 21' - Nguyễn Anh Khôi 64' - Nguyễn Ngô Quốc Huy 68' |

| Khánh Hòa                                 | 1–1      | Phú Yên                                                                                    |
| ----------------------------------------- | -------- | ------------------------------------------------------------------------------------------ |
| - Trần Văn Thành 58' - Nguyễn Ngọc Đô 60' | Chi tiết | - Nguyễn Hoàng Gia Nguyên 22' - Lê Gia Hưng 26' - Lê Chăm Chứng 72' - Nguyễn Minh Quan 84' |

| Bình Phước                                                          | 2–6      | Bà Rịa – Vũng Tàu                                                                                    |
| ------------------------------------------------------------------- | -------- | --- |
| - Huỳnh Tấn Đạt 67' - Nguyễn Dương Trí 83' - Phan Võ Quốc Bảo 90+2' | Chi tiết | - Nguyễn Lê Quang Khôi 17', 33', 63' 65' - Nguyễn Khánh An 42' - Hồ Việt Nam 70' - Trần Tuấn Anh 79' |

| Becamex Bình Dương                                                                          | 3–0      | Thành phố Hồ Chí Minh                      |
| ------------------------------------------------------------------------------------------- | -------- | ------------------------------------------ |
| - Lê Trần Nguyễn 4' - Nguyễn Thái Hòa 53' - Võ Thanh Phong 61' 90+3' - Bùi Thái Anh Tài 81' | Chi tiết | - Phan Vũ Duy Thông 59' - Bùi Minh Hào 83' |

| Bình Phước                                                            | 2–6      | Becamex Bình Dương |
| --------------------------------------------------------------------- | -------- | --- |
| - Nguyễn Thành Triều 31' - Nguyễn Dương Trí 85' - Bùi Thế Hoàng 45+2' | Chi tiết | - Nguyễn Ngô Quốc Huy 17' - Sơn Vũ Xuân Huy 45' - Trần Văn Đức Quang 45+3' - Nguyễn Anh Khôi 63' - Phạm Hiếu Quân 70' (l.n.) - Phạm Hoàng Vũ 90+5' - Lê Hoàng 80' |

| Phú Yên                 | 0–1      | Bà Rịa – Vũng Tàu      |
| ----------------------- | -------- | ---------------------- |
| - Nguyễn Thanh Quân 65' | Chi tiết | - Nguyễn Hồng Quang 5' |

| Thành phố Hồ Chí Minh                                                                          | 2–1      | Khánh Hòa                          |
| ---------------------------------------------------------------------------------------------- | -------- | ---------------------------------- |
| - Đỗ Lê Nhân 18' - Huỳnh Hữu Danh 89' - Lê Minh Tuấn 12' - Trần Sơn 82' - Hoàng Đức Dũng 90+1' | Chi tiết | - Lê Toàn 52' - Nguyễn Ngọc Đô 38' |

| Phú Yên | 3–3      | Thành phố Hồ Chí Minh                                                                                     |
| --- | -------- | --- |
| - Nguyễn Hoàng Gia Nguyễn 22', 75' 22' - Nguyễn Lộc 80' - Lê Gia Hưng 45+2' - Nguyễn An Ninh 82' - Nguyễn Minh Quan 88' | Chi tiết | - Đinh Xuân Thành 4' - Phạm Vũ Duy Thông 51' 21' - Đỗ Lê Nhân 90+5' - Trần Sơn 45+2' - Huỳnh Hữu Danh 82' |

| Bà Rịa – Vũng Tàu                                                                                                | 2–1      | Becamex Bình Dương                             |
| --- | -------- | ---------------------------------------------- |
| - Ngô Hoàng Gia Huy 2' - Hồ Việt Nam 88' - Nguyễn Huỳnh Tuấn Tú 28' - Nguyễn Khánh An 29' - Nguyễn Văn Hoàng 82' | Chi tiết | - Mạch Hoàng Nghĩa 45+1' - Sơn Vũ Xuân Huy 76' |

| Khánh Hòa                                                                         | 3–1      | Bình Phước                                                                        |
| --------------------------------------------------------------------------------- | -------- | --------------------------------------------------------------------------------- |
| - Lê Toàn 5' - Hoàng Vũ Gia Hưng 11' - Trần Nguyên Hậu 71' - Nguyễn Đăng Khoa 38' | Chi tiết | - Đỗ Tấn Hưng 45' - Nguyễn Thành Triều 50' 76' - Nguyễn Văn Đứng (trợ lý HLV) 78' |

| Becamex Bình Dương                                           | 3–1      | Khánh Hòa                            |
| ------------------------------------------------------------ | -------- | ------------------------------------ |
| - Nguyễn Anh Khôi 31' - Võ Thanh Phong 46' - Mai Đức Tiế 58' | Chi tiết | - Lê Nack Đô 90+3' - Võ Tấn Vinh 80' |

| Bà Rịa – Vũng Tàu | 0–0      | Thành phố Hồ Chí Minh  |
| ----------------- | -------- | ---------------------- |
| - Hồ Đức Tuấn 69' | Chi tiết | - Vương Cẩm Toàn 90+2' |

| Bình Phước                                                                                               | 3–0      | Phú Yên                                  |
| --- | -------- | ---------------------------------------- |
| - Đỗ Tấn Hưng 45' - Nguyễn Dương Trí 70' - Lang Huy Hoàng 90+3' - Nguyễn Duy Hậu 88' - Lê Quốc Phú 90+3' | Chi tiết | - Nguyễn An Ninh 30' - Võ Công Thuận 31' |

| Bình Phước                                | 1–0      | Thành phố Hồ Chí Minh    |
| ----------------------------------------- | -------- | ------------------------ |
| - Lê Minh Tuấn 42' (l.n.) - Lê Anh Vũ 67' | Chi tiết | - Nguyễn Thành Triều 88' |

| Khánh Hòa         | 0–6      | Bà Rịa – Vũng Tàu |
| ----------------- | -------- | --- |
| - Võ Tấn Vinh 31' | Chi tiết | - Nguyễn Văn Hoàng 20', 27' - Lê Dũng 54' - Đậu Quang Hưng 74' - Nguyễn Lê Quang Khôi 79' (ph.đ.) - Hồ Việt Nam 85' - Hồ Đức Tuấn 47' - Phạm Duy Long 90+1' |

| Becamex Bình Dương | 0–1      | Phú Yên                  |
| ------------------ | -------- | ------------------------ |
|                    | Chi tiết | - Nguyễn Minh Quan 90+2' |

| Phú Yên                                                                                       | 2–0      | Khánh Hòa             |
| --------------------------------------------------------------------------------------------- | -------- | --------------------- |
| - Nguyễn Cao Kỳ 23' - Nguyễn Minh Quan 45' - Nguyễn An Ninh 58' - Nguyễn Hoàng Gia Nguyễn 65' | Chi tiết | - Nguyễn Thành Đạt 6' |

| Bà Rịa – Vũng Tàu | 6–1      | Bình Phước             |
| --- | -------- | ---------------------- |
| - Võ Phúc Hậu 28' - Nguyễn Trần Hữu Lợi 34', 40', 61' - Trần Tuấn Anh 64' 73' - Hồ Việt Nam 83' - Nguyễn Khánh An 43' | Chi tiết | - Nguyễn Dương Trí 54' |

| Thành phố Hồ Chí Minh | 0–1      | Becamex Bình Dương                          |
| --------------------- | -------- | ------------------------------------------- |
|                       | Chi tiết | - Nguyễn Thái Hoà 66' - Nguyễn Anh Khôi 68' |

| Becamex Bình Dương | 4–1      | Bình Phước                                 |
| --- | -------- | ------------------------------------------ |
| - Bùi Thái Anh Tài 22' - Mạch Hoàng Nghĩa 26' - Mai Đức Tiến 37', 45' 65' - Nguyễn Thái Hòa 70' - Nguyễn Trọng Cường 71' | Chi tiết | - Đỗ Tấn Hưng 50' - Nguyễn Thành Triều 61' |

| Bà Rịa – Vũng Tàu                                     | 3–0      | Phú Yên |
| ----------------------------------------------------- | -------- | ------- |
| - Nguyễn Lê Quang Khôi 2' - Nguyễn Văn Hoàng 53', 75' | Chi tiết |         |

| Khánh Hòa | 0–2      | Thành phố Hồ Chí Minh                 |
| --------- | -------- | ------------------------------------- |
|           | Chi tiết | - Hoàng Đức Dũng 11' - Trần Sơn 90+3' |

| Thành phố Hồ Chí Minh                                                   | 2–0      | Phú Yên                                                        |
| ----------------------------------------------------------------------- | -------- | -------------------------------------------------------------- |
| - Trần Sơn 38' 90+5' - Phan Nguyễn Phú Cường 85' - Vương Cẩm Toàn 90+4' | Chi tiết | - Nguyễn An Ninh 58' - Nguyễn Minh Quan 85' - Trần Duy Ý 90+2' |

| Becamex Bình Dương | 0–3      | Bà Rịa – Vũng Tàu                                                                         |
| ------------------ | -------- | ----------------------------------------------------------------------------------------- |
|                    | Chi tiết | - Nguyễn Khánh An 46' - Nguyễn Văn Hoàng 68', 90+3' - Phạm Duy Long 41' - Hồ Đức Tuấn 83' |

| Bình Phước                               | 1–2      | Khánh Hòa                                                                                       |
| ---------------------------------------- | -------- | ----------------------------------------------------------------------------------------------- |
| - Dương Danh 53' - Trần Gia Bảo Phúc 86' | Chi tiết | - Lê Toàn 45+2' - Lê Mach Đô 87' - Võ Tấn Vinh 51' - Nguyễn Văn Tiến 84' - Nguyễn Ngọc Đô 90+3' |

| Khánh Hòa           | 1–1      | Becamex Bình Dương                                                   |
| ------------------- | -------- | -------------------------------------------------------------------- |
| - Lê Toàn 90+2' 44' | Chi tiết | - Lê Đình Thiện 83' - Hoàng Vũ Gia Hưng 54' - Nguyễn Trọng Cường 65' |

| Thành phố Hồ Chí Minh                                                                   | 1–4      | Bà Rịa – Vũng Tàu |
| --------------------------------------------------------------------------------------- | -------- | --- |
| - Trần Sơn 75' - Bùi Minh Hào 53' - Hoàng Đức Dũng 56' 90+1' - Phạm Nguyễn Tuấn Anh 63' | Chi tiết | - Bùi Minh Hào 40' (l.n.) - Nguyễn Trần Hữu Lợi 51' (ph.đ.) - Võ Phúc Hậu 55' - Nguyễn Lê Quang Khôi 90+3' - Nguyễn Huỳnh Tuấn Tú 60' |

| Phú Yên | 3–3      | Bình Phước                                                                                  |
| --- | -------- | ------------------------------------------------------------------------------------------- |
| - Võ Công Thuận 12' - Nguyễn Cao Kỳ 40' 74' - Đào Đăng Dương 45+1' - Lê Gia Hưng 32' 33' - Trần Duy Ý 54' - Lê Quốc Huy 67' - Nguyễn Thanh Quân 90+1' | Chi tiết | - Nguyễn Thành Triều 50' - Trần Gia Bảo Phúc 64' - Nguyễn Dương Trí 68' - Bùi Thế Hoàng 33' |

### Bảng D
Các trận đấu của bảng D diễn ra tại sân vận động huyện Chợ Gạo, do Trung tâm Huấn luyện và Thi đấu Thể dục thể thao Tiền Giang đăng cai.
| VT | Đội            | ST | T | H | B | BT | BB | HS  | Đ  | Giành quyền tham dự    |     | PĐF | ĐTF | TNF | LAF | TGF |
| -- | -------------- | -- | - | - | - | -- | -- | --- | -- | ---------------------- | --- | --- | --- | --- | --- | --- |
| 1  | Phù Đổng       | 8  | 6 | 2 | 0 | 21 | 6  | +15 | 20 | Lọt vào vòng chung kết |     | —   | 1–0 | 2–0 | 3–2 | 4–0 |
| 2  | Đồng Tháp      | 8  | 4 | 3 | 1 | 15 | 9  | +6  | 15 | Lọt vào vòng chung kết |     | 1–1 | —   | 1–1 | 3–1 | 3–0 |
| 3  | Tây Ninh       | 8  | 4 | 1 | 3 | 14 | 11 | +3  | 13 | Lọt vào vòng chung kết |     | 1–3 | 1–2 | —   | 3–2 | 4–0 |
| 4  | Long An        | 8  | 1 | 3 | 4 | 14 | 18 | −4  | 6  |                        |     | 2–2 | 3–3 | 1–3 | —   | 1–1 |
| 5  | Tiền Giang (H) | 8  | 0 | 1 | 7 | 2  | 22 | −20 | 1  |                        | 0–0 | 1–2 | 0–1 | 0–2 | —   |     |

| Phù Đổng                                                                                     | 3–2      | Long An                                                         |
| -------------------------------------------------------------------------------------------- | -------- | --------------------------------------------------------------- |
| - Nguyễn Hải Anh 4' - Nguyễn Phương Thành 41' - Trần Duy Khánh 52', 63' - Nguyễn Nam Anh 90' | Chi tiết | - Trần Tấn Tú 21' - Trần Trọng Nhân 40' - Nguyễn Thiện Nhân 80' |

| Tiền Giang        | 1–2      | Đồng Tháp                                  |
| ----------------- | -------- | ------------------------------------------ |
| - Ngô Duy Anh 82' | Chi tiết | - Nguyễn Tấn Quí 25' - Đoàn Quốc Huy 90+4' |

| Tây Ninh | 1–3      | Phù Đổng |
| --- | -------- | --- |
| - Hồ Quốc Tân 27' - Nguyễn Minh Trí 45+2' - Đặng Văn Cường 72' - Nguyễn Hồng Duy Hải (HLV) 85' - Dương Quốc Khánh 87' - Trần Nguyễn Minh Quân 90+2' - Trần Quốc Thái 90+5' | Chi tiết | - Nguyễn Quốc Khánh 36' 44' - Nguyễn Phương Thành 38' - Nguyễn Dương Thành 38' - Trần Văn Quyền 44' - Hoàng Anh Tuấn 70' - Nguyễn Thanh Lâm 86' - Phan Minh Thành 90' |

| Long An                                                        | 1–1      | Tiền Giang                                  |
| -------------------------------------------------------------- | -------- | ------------------------------------------- |
| - Trần Tấn Tú 16' - Trần Trọng Nhân 35' - Nguyễn Thành Đạt 82' | Chi tiết | - Trần Minh Phát 42' - Lê Trung Hậu 53' 82' |

| Phù Đổng                                       | 1–0      | Đồng Tháp                                                        |
| ---------------------------------------------- | -------- | ---------------------------------------------------------------- |
| - Trần Văn Quyền 23' 38' - Phan Minh Thành 80' | Chi tiết | - Nguyễn Công Vinh 32' - Võ Quốc Trung 60' - Đỗ Thanh Bình 90+1' |

| Long An                                                                  | 1–3      | Tây Ninh                                                                                 |
| ------------------------------------------------------------------------ | -------- | ---------------------------------------------------------------------------------------- |
| - Đặng Huỳnh Quốc Thái 16' - Phạm Nguyễn Đức Huy 60' - Trần Tấn Tú 90+4' | Chi tiết | - Đào Minh Thuận 47' - Nguyễn Thanh Trí 60' - Nguyễn Minh Trí 83' - Trần Quốc Thái 90+3' |

| Đồng Tháp                                                                         | 3–1      | Long An                    |
| --------------------------------------------------------------------------------- | -------- | -------------------------- |
| - Lê Vũ Phong 42' - Lê Gia Huy 48' - Nguyễn Phước Tân 61' - Phạm Gia Thái 86' 89' | Chi tiết | - Đặng Huỳnh Quốc Thái 83' |

| Tây Ninh | 4–0      | Tiền Giang                                                     |
| --- | -------- | -------------------------------------------------------------- |
| - Nguyễn Thành Nghĩa 12' 64' - Trần Quốc Thái 69' - Trịnh Hoàng Kha 75', 85' - Nguyễn Thanh Trí 54' - Nguyễn Lê Trọng Phúc 79' | Chi tiết | - Lê Tấn Thảo 42' - Nguyễn Tuấn Đạt 56' - Huỳnh Trọng Khôi 67' |

| Đồng Tháp           | 1–1      | Tây Ninh                                     |
| ------------------- | -------- | -------------------------------------------- |
| - Võ Quốc Trung 42' | Chi tiết | - Nguyễn Thành Nghĩa 6' - Trần Quốc Thái 46' |

| Tiền Giang | 0–0      | Phù Đổng               |
| ---------- | -------- | ---------------------- |
|            | Chi tiết | - Nguyễn Đình Huấn 61' |

| Long An | 2–2      | Phù Đổng |
| --- | -------- | --- |
| - Phạm Nguyễn Đức Huy 27' - Ngô Chí Vỹ 45+1' - Võ Trương Phát 18' - Nguyễn Trọng Nhân 63' - Nguyễn Huy Hoàng 89' | Chi tiết | - Nguyễn Đức Mạnh 57' - Đỗ Tấn Hoàng 90+1' (ph.đ.) 90+2' - Nguyễn Hải Anh 36' - Cao Hoàng Nguyên Khang 59' - Nguyễn Đình Huấn 35' 39' |

| Đồng Tháp                                         | 3–0      | Tiền Giang                                                    |
| ------------------------------------------------- | -------- | ------------------------------------------------------------- |
| - Nguyễn Võ Phú Cường 8', 88' - Võ Quốc Trung 72' | Chi tiết | - Nguyễn Tuấn Đạt 31' - Trần Minh Phát 56' - Lê Trung Hậu 77' |

| Phù Đổng                                                          | 2–0      | Tây Ninh          |
| ----------------------------------------------------------------- | -------- | ----------------- |
| - Đỗ Tấn Hoàng 7', 16' - Phan Minh Thành 36' - Hoàng Anh Tuấn 43' | Chi tiết | - Hồ Quốc Tân 85' |

| Tiền Giang                            | 0–2      | Long An                                                                            |
| ------------------------------------- | -------- | ---------------------------------------------------------------------------------- |
| - Ngô Duy Anh 39' - Trần Phú Sang 50' | Chi tiết | - Đăng Huỳnh Quốc Thái 23' - Phạm Nguyễn Đức Huy 64' - Nguyễn Huỳnh Gia Nguyễn 74' |

| Tây Ninh | 3–2      | Long An                                                                                    |
| --- | -------- | ------------------------------------------------------------------------------------------ |
| - Trần Nguyễn Minh Quân 3' - Trần Quốc Thái 45' - Nguyễn Thanh Sang 49' - Nguyễn Thanh Trí 69' 89' - Trần Thái Phong 90' | Chi tiết | - Phạm Nguyễn Đức Huy 8' - Nguyễn Thành Đạt 33' - Phạm Lê Hoàng Long 50' - Trần Tấn Tú 88' |

| Đồng Tháp                                           | 1–1      | Phù Đổng                                                          |
| --------------------------------------------------- | -------- | ----------------------------------------------------------------- |
| - Nguyễn Tấn Duy Tiến 43' - Nguyễn Võ Phú Cường 65' | Chi tiết | - Phan Minh Thành 4' - Nguyễn Minh Tuấn 8' - Nguyễn Thanh Lâm 78' |

| Long An                                                                          | 3–3      | Đồng Tháp                                                                         |
| -------------------------------------------------------------------------------- | -------- | --------------------------------------------------------------------------------- |
| - Phạm Nguyễn Đức Huy 60' - Nguyễn Thiện Nhân 71' 75' - Đặng Huỳnh Quốc Thái 81' | Chi tiết | - Đoàn Quốc Huy 32' - Nguyễn Phước Tân 36' - Nguyễn Tấn Quí 86' - Dương Trung 88' |

| Tiền Giang                                                     | 0–1      | Tây Ninh                                   |
| -------------------------------------------------------------- | -------- | ------------------------------------------ |
| - Phan Trung Kỳ 11' - Lê Tiến Tài 37' - Trần Minh Phát 55' 59' | Chi tiết | - Nguyễn Thành Nghĩa 70' - Hồ Quốc Tân 57' |

| Tây Ninh | 1–2      | Đồng Tháp                                                                        |
| --- | -------- | -------------------------------------------------------------------------------- |
| - Nguyễn Lê Trọng Phúc 77' - Nguyễn Minh Trí 14' - Dương Quốc Khánh 60' - Đặng Văn Cường 66' - Hồ Quốc Tân 69' 89' | Chi tiết | - Trần Tấn Quí 64' - Đoàn Quốc Huy 67' 90+3' - Lê Vũ Phong 51' - Dương Trung 65' |

| Phù Đổng | 4–0      | Tiền Giang                                  |
| --- | -------- | ------------------------------------------- |
| - Nguyễn Đức Mạnh 5' - Nguyễn Quốc Khánh 13' - Nguyễn Minh Tuấn 24' - Nguyễn Nam Anh 51' - Trần Duy Khánh 45+2' | Chi tiết | - Phan Trung Kỳ 45+1' - Nguyễn Tuấn Đạt 59' |

## Cầu thủ ghi bàn
Đã có 74 bàn thắng ghi được trong 20 trận đấu, trung bình 3.7 bàn thắng mỗi trận đấu (tính đến ngày 18 tháng 3 năm 2024).

| Xếp hạng       | Cầu thủ                          | Câu lạc bộ                                     | Số bàn thắng    |
| -------------- | -------------------------------- | ---------------------------------------------- | --------------- |
| 1              | Nguyễn Lê Quang Khôi             | Bà Rịa – Vũng Tàu                              | 5               |
| 2              | Trần Hoàng Khanh                 | PVF                                            | 4               |
| 3              | Nguyễn Đức Nhật                  | PVF                                            | 3               |
| 4              | Hoàng Trọng Duy Khang            | PVF                                            | 2               |
| 4              | Nguyễn Văn Dương                 | PVF                                            | 2               |
| 4              | Trần Hữu Gia Thuận               | PVF                                            | 2               |
| 4              | Nguyễn An Phát                   | Nam Định                                       | 2               |
| 4              | Trần Duy Khánh                   | Phù Đổng Ninh Bình                             | 2               |
| 4              | Trần Văn Thành                   | Khánh Hòa                                      | 2               |
| 4              | Trần Tấn Tú                      | Long An                                        | 2               |
| 5              | Trương Hữu Gia Thuận             | PVF                                            | 1               |
| 5              | Bùi Duy Đăng                     | PVF                                            | 1               |
| 5              | Lê Tuấn Anh                      | PVF–CAND                                       | 1               |
| 5              | Đỗ Hoàng Long                    | PVF–CAND                                       | 1               |
| 5              | Nguyễn Hiệp Đại Việt Nam         | Nam Định                                       | 1               |
| 5              | Nguyễn Mạnh Hùng                 | Trung tâm bóng đá Đào Hà                       | 1               |
| 5              | Giang Thành Long                 | Trung tâm bóng đá Đào Hà                       | 1               |
| 5              | Trần Trí Dũng                    | Thể Công – Viettel                             | 1               |
| 5              | Nguyễn Việt Long                 | Hà Nội                                         | 1               |
| 5              | Nguyễn Thiên Phú                 | Hà Nội                                         | 1               |
| 5              | Hồ Hữu Nhật Sang                 | Sông Lam Nghệ An                               | 1               |
| 5              | Lê Tấn Dũng                      | Sông Lam Nghệ An                               | 1               |
| 5              | Trần Đông Thức                   | Sông Lam Nghệ An                               | 1               |
| 5              | Nguyễn Văn Khánh                 | Hồng Lĩnh Hà Tĩnh                              | 1               |
| 5              | Ngô Duy                          | SHB Đà Nẵng                                    | 1               |
| 5              | Nguyễn Thái Hiếu                 | SHB Đà Nẵng                                    | 1               |
| 5              | Phan Văn Sỹ                      | SHB Đà Nẵng                                    | 1               |
| 5              | Nguyễn Hữu Triết                 | Sông Trà Quảng Ngãi                            | 1               |
| 5              | Võ Trần Minh Vũ                  | LPBank Hoàng Anh Gia Lai                       | 1               |
| 5              | Nguyễn Phương Thành              | Phù Đổng Ninh Bình                             | 1               |
| 5              | Nguyễn Quốc Khánh                | Phù Đổng Ninh Bình                             | 1               |
| 5              | Nguyễn Dương Thành               | Phù Đổng Ninh Bình                             | 1               |
| 5              | Trần Văn Quyền                   | Phù Đổng Ninh Bình                             | 1               |
| 5              | Ngô Duy Anh                      | Tiền Giang                                     | 1               |
| 5              | Lê Trung Hậu                     | Tiền Giang                                     | 1               |
| 5              | Nguyễn Tấn Quí                   | Đồng Tháp                                      | 1               |
| 5              | Đoàn Quốc Huy                    | Đồng Tháp                                      | 1               |
| 5              | Trần Quốc Thái                   | Tây Ninh                                       | 1               |
| 5              | Phạm Vũ Duy Thông                | Thành phố Hồ Chí Minh                          | 1               |
| 5              | Bùi Thế Hoàng                    | Bình Phước                                     | 1               |
| 5              | Nguyễn Dương Trí                 | Bình Phước                                     | 1               |
| 5              | Phan Võ Quốc Bảo                 | Bình Phước                                     | 1               |
| 5              | Nguyễn Khánh Nam                 | Bà Rịa – Vũng Tàu                              | 1               |
| 5              | Nguyễn Văn Hoàng                 | Bà Rịa – Vũng Tàu                              | 1               |
| 5              | Nguyễn Trần Minh Tài             | Bà Rịa – Vũng Tàu                              | 1               |
| 5              | Ngô Hoàng Gia Huy                | Bà Rịa – Vũng Tàu                              | 1               |
| 5              | Nguyễn Khánh An                  | Bà Rịa – Vũng Tàu                              | 1               |
| 5              | Hồ Việt Nam                      | Bà Rịa – Vũng Tàu                              | 1               |
| 5              | Trần Tuấn Anh                    | Bà Rịa – Vũng Tàu                              | 1               |
| 5              | Hồ Tuấn Minh                     | Khánh Hòa                                      | 1               |
| 5              | Nguyễn Hoàng Gia Nguyên          | Phú Yên                                        | 1               |
| 5              | Mai Đức Tiến                     | Becamex Bình Dương                             | 1               |
| 5              | Nguyễn Anh Khôi                  | Becamex Bình Dương                             | 1               |
| 5              | Nguyễn Thái Hòa                  | Becamex Bình Dương                             | 1               |
| 5              | Võ Thanh Phong                   | Becamex Bình Dương                             | 1               |
| 5              | Bùi Thái Anh Tài                 | Becamex Bình Dương                             | 1               |
|                | Nguyễn Văn Phúc                  | Hồng Lĩnh Hà Tĩnh (v LPBank Hoàng Anh Gia Lai) | 1 bàn phản lưới |
| Trần Cao Cường | PVF (v Trung tâm bóng đá Đào Hà) |                                                | 1 bàn phản lưới |

## Các đội vượt qua vòng loại
Dưới đây là các đội đã vượt qua vòng loại để thi đấu tại vòng chung kết Giải bóng đá Vô địch U-17 Quốc gia 2024.
| Câu lạc bộ               | Tư cách vượt qua vòng loại | Ngày vượt qua vòng loại |
| ------------------------ | -------------------------- | ----------------------- |
| Bà Rịa – Vũng Tàu        | Chủ nhà/Nhất bảng C        |                         |
| Phù Đổng                 | Nhất bảng D                | 29 tháng 3 năm 2024     |
| Hà Nội                   | Nhất bảng A                | 1 tháng 4 năm 2024      |
| PVF                      | Nhì bảng A                 | 1 tháng 4 năm 2024      |
| Hồng Lĩnh Hà Tĩnh        | Nhất bảng B                | 1 tháng 4 năm 2024      |
| Becamex Bình Dương       | Nhì bảng C                 | 1 tháng 4 năm 2024      |
| Đồng Tháp                | Nhì bảng D                 | 1 tháng 4 năm 2024      |
| Tây Ninh                 | Ba bảng D                  | 1 tháng 4 năm 2024      |
| Sông Lam Nghệ An         | Nhì bảng B                 | 1 tháng 4 năm 2024      |
| Thành phố Hồ Chí Minh    | Ba bảng C                  | 4 tháng 4 năm 2024      |
| Thể Công – Viettel       | Ba bảng A                  | 7 tháng 4 năm 2024      |
| LPBank Hoàng Anh Gia Lai | Ba bảng B                  | 7 tháng 4 năm 2024      |